# ゴールド・ディガース (1919年の戯曲)
『ゴールド・ディガース』(The Gold Diggers) は、エイヴリー・ホプウッド作の戯曲。それまで金鉱採掘者を表していた「ゴールド・ディガー」が、この作品により裕福な男性をつかまえようとする女性を表すようになった。1919年、プロデューサーのデーヴィッド・ベラスコはブロードウェイでこの作品を演出し、アイナ・クレアが主演した。ヒット作となり、2シーズン上演後、ツアー公演も行なわれた。

## あらすじ
裕福なスティーブン・リーは甥が婚約したコーラス・ガールは金目当ての「ゴールド・ディガー」だと思っている。リーは他のコーラス・ガールであるジェリー・ラマーに甥が婚約破棄してくれるよう計らってほしいと頼む。反対にラマーはリーに、全てのコーラス・ガールが金目当てなわけではないと説得する。しかし実際はラマーの友人の多くはリーの心配通りに金目当てである。
リーの言葉に腹を立て、ラマーはリーを泥酔させ自分にプロポーズするよう企てる。ラマーの陰謀は一転し、ラマーとリーは本当に愛し合うようになる。

## 制作
1919年9月30日、ブロードウェイのライシーアム劇場で開幕した。720回上演後、1921年6月に閉幕した。その後全米ツアー公演が1923年まで続いた。この作品は190万ドルを得た。

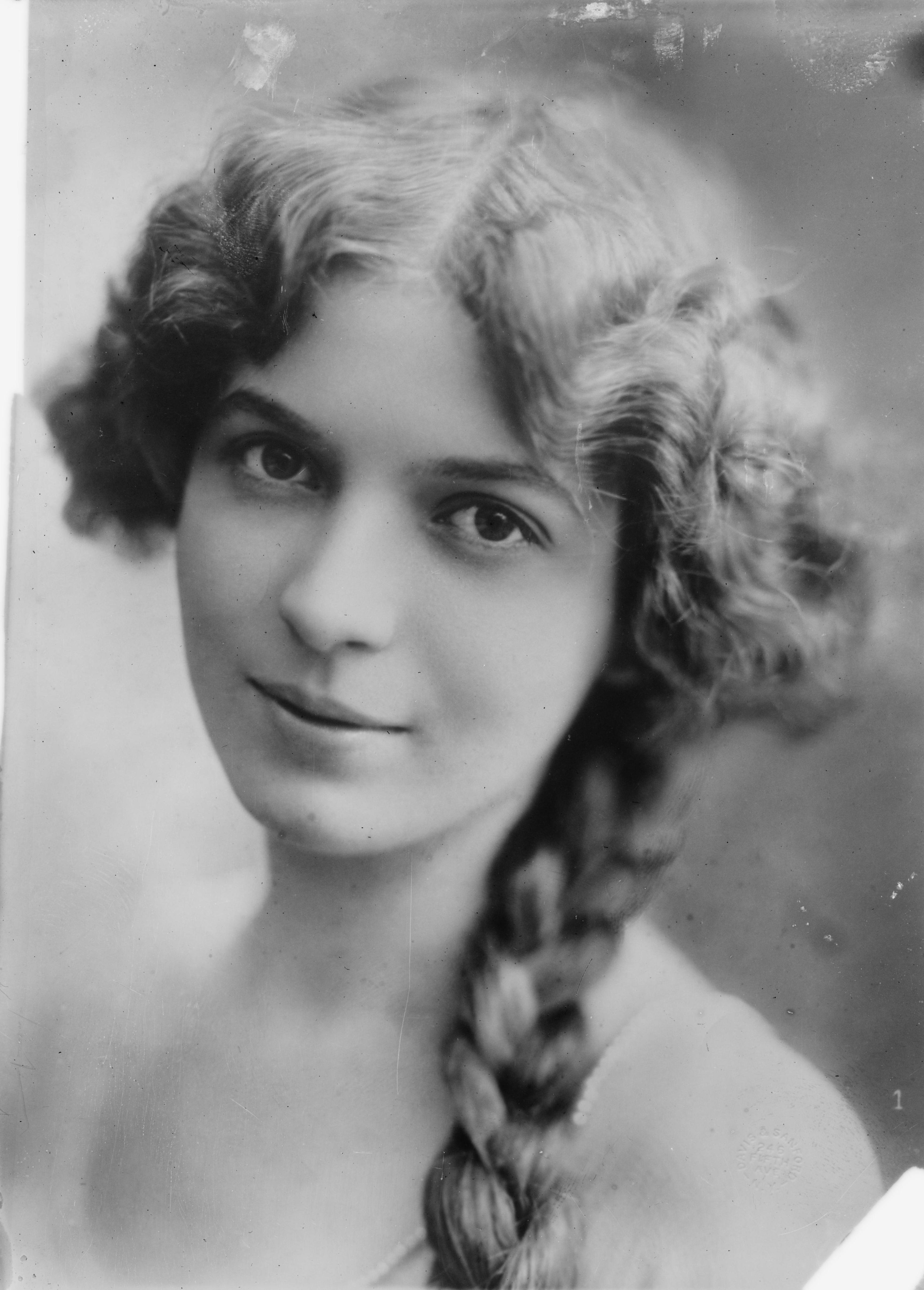
ブロードウェイ公演でジェリー・ラマー役を演じたアイナ・クレア

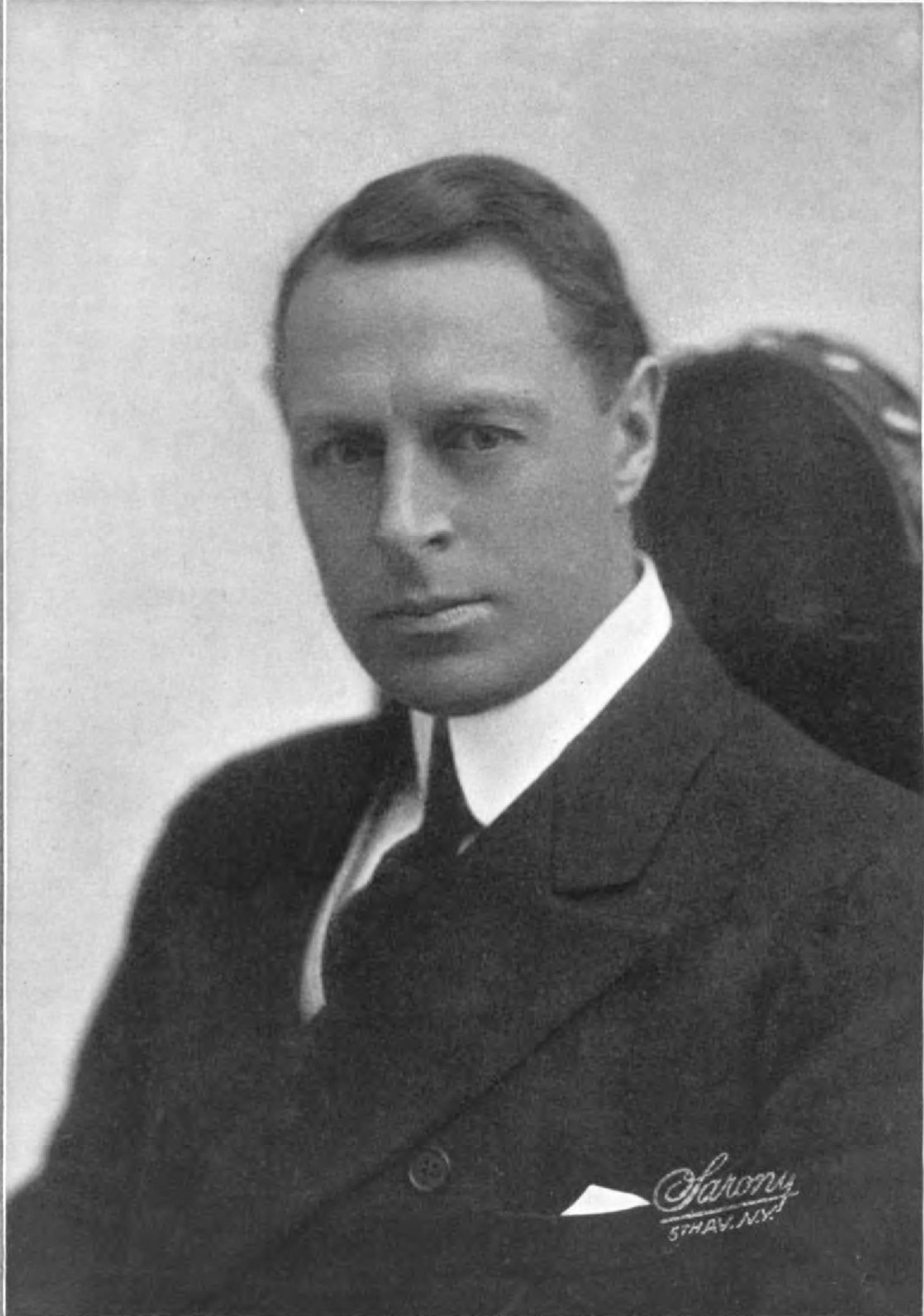
ブロードウェイ公演でスティーブン・リー役を演じたブルース・マクレイ

ブロードウェイ公演の配役を以下に示す:
| 役名                       | ブロードウェイ公演配役       |
| -------------------------- | ---------------------------- |
| ジェリー・ラマー           | アイナ・クレア               |
| ウォリー・サンダース       | ホレス・ブラハム             |
| セイディ                   | ルイス・バートン             |
| ジプシー・モントローズ     | グラディス・フェルドマン     |
| ラマー夫人                 | ルイーズ・ギャロウェイ       |
| エレノア・モンゴメリー     | ルーラ・ギア                 |
| トム・ニュートン           | ウィリアム・グッドリッジ     |
| メイベル・マンロー         | ジョビナ・ハウランド         |
| シシー・グレイ             | ロレイン・ラリー             |
| フレディ・ターナー         | デイ・マンソン               |
| スティーブン・リー         | ブルース・マクレイ           |
| マーティ・ウッズ           | アーサー・マイルズ           |
| ジェイムス・ブレイク       | H・リーヴス・スミス          |
| フレントン・ジェサップ     | A・E・スコット               |
| トリクシー・アンドリュース | リリアン・タッシュマン       |
| トプシー・セント・ジョン   | ルース・テリー               |
| バーニー・バーネット       | フレデリック・トゥルースデル |
| ドリー・バクスター         | キャサリン・ウォルシュ       |
| バイオレット・デイン       | ビバリー・ウエスト           |

## 評価およびレガシー
評価は賛否両論であった。「ニューヨーク・タイムズ」紙のアレキサンダー・ウールコットは「時々とても面白く、他はつまらない」と語った。「ザ・ドラマ」の批評家は「下品で不道徳」とし、コーラス・ガールたちの印象を悪くしていると語った。
批評家の意見に関わらず、作品はヒットした。ロングランの結果、1920年にホプウッドの他の作品も開幕し、一時期ブロードウェイでホプウッドの作品が4作品同時に上演された。欲深い女性を表す「ゴールド・ディガー」という言葉はホプウッドが考案した言葉ではないが比較的新しい言葉であって、この作品および一連の映画作品により一般的に使用されるようになった。

## 派生作品
- 『百花笑えば（英語版）』 (1923年)
- 『ブロードウェイ黄金時代（英語版）』 (1929年)
- 『ゴールド・ディガース』 (1933年)
- Painting the Clouds with Sunshine (1951年)

1933年の『ゴールド・ディガース』から、ホプウッドの戯曲を原作としない続編が制作された。
- 『ゴールド・ディガース36年』 (1935)
- 『踊る三十七年』(1937)
- 『夜は巴里で』(1938)